# 席彖
席彖（1476年—1521年），字材同，号梅山，四川遂宁人，祖籍山西臨汾。

## 生平
席書三弟。席書、席春、席彖兄弟三人，號稱“三鳳”。早年讀書於灵泉寺内梅山书屋。正德九年（1514年）三甲第五十二名进士，官户科给事中。正德十四年（1519年），因劝阻武宗幸金陵，被贬谪为夷陵（今湖北宜昌市）判官。正德十五年（1520年）冬，赴夷陵。次年复职，未到任而卒，赠光禄少卿。

## 紀念
曾有“鄉會文魁”坊。